# Красный змей
«Красный змей» (англ. Red Serpent) — криминальный боевик совместного производства России и Германии. Бюджет фильма — $5 000 000. Премьера состоялась 3 сентября 2003 года.

## Сюжет
Бизнесмен Стив Никколс (Майкл Паре) приезжает в Москву для заключения важного контракта. Однако он не знает, что эта сделка — всего лишь прикрытие для транспортировки запрещённых грузов. Он попадает в хитрую ловушку местного преступного авторитета Хасана по прозвищу «Красный змей» (Рой Шайдер). Теперь единственной надеждой на спасение бизнесмена становится бывший офицер КГБ Сергей Попов, с которым Хасан также имеет старые счёты.

## В ролях
| Актёр             | Роль                                            |
| ----------------- | ----------------------------------------------- |
| Майкл Паре        | бизнесмен Стив Никколс                          |
| Рой Шайдер        | авторитет Хасан по кличке «Красный змей»        |
| Олег Тактаров     | бывший агент КГБ Сергей Попов                   |
| Дерон Макби       | Альберт Ченьенко                                |
| Александр Невский | Питер по кличке «Терминатор», напарник Альберта |
| Ирина Апексимова  | Айгуль                                          |
| Андрис Лиелайс    | Алексей Медведев                                |
| Владимир Зайцев   | Гуров                                           |
| Гэри Каспер       | Иван Кутуза, боец «Альфы»                       |
| Олег Капанец      | Олег Дански, боец «Альфы»                       |
| Игнатий Акрачков  | Агней, наркодилер                               |
| Егор Пазенко      | Борис                                           |
| Юрий Думчев       | Хитрый                                          |
| Александр Кулямин | бандит Хасана                                   |
| Евгений Крайнов   | подросток                                       |

## Критика
Кинокритик Валерий Кичин посчитал фильм незрелищным и скучным, дав ему оценку 1 из 10.
Видеоблогер BadComedian закончил свой обзор выводом о том, что низкое качество фильма («тупизм, идиотизм и бредятина») вызывает не ненависть, а смех.
Кинокритик Андрей Волков из плюсов назвал только игру некоторых актёров, а в целом охарактеризовал фильм как далёкий от профессионального кино.